# Grand Prix Pino Cerami 2006
Il Grand Prix Pino Cerami 2006, quarantunesima edizione della corsa e valida come evento dell'UCI Europe Tour 2006 categoria 1.1, si svolse il 6 aprile 2006 su un percorso totale di circa 177,3 km. Fu vinto dall'olandese Sebastian Langeveld che terminò la gara in 4h03'17", alla media di 43,727 km/h.
Partenza con 177 ciclisti, dei quali 75 portarono a termine il percorso.

## Ordine d'arrivo (Top 10)
| Pos. | Corridore           | Squadra         | Tempo    |
| ---- | ------------------- | --------------- | -------- |
| 1    | Sebastian Langeveld | Skil-Shimano    | 4h03'17" |
| 2    | Johan Coenen        | Unibet.com      | a 55"    |
| 3    | Bart Dockx          | Davitamon       | s.t.     |
| 4    | Geert Verheyen      | Quick Step      | s.t.     |
| 5    | Bert Dewaele        | Landbouwkrediet | s.t.     |
| 6    | Mauro Facci         | Barloworld      | a 57"    |
| 7    | Wouter Weylandt     | Quick Step      | a 1'00"  |
| 8    | Reinier Honig       | Fondas          | s.t.     |
| 9    | Preben Vanhecke     | Davitamon       | s.t.     |
| 10   | Koldo Fernández     | Euskaltel       | s.t.     |